# Лінда Картер
Лінда Джин Картер (англ. Lynda Carter, нар. 24 липня 1951) — американська акторка, співачка, сценаристка. Виконавиця культової ролі Диво-жінки в однойменному телесеріалі (1975—1979). Підтримує рух за право на аборт і ЛГБТ-рух.

## Життя і кар'єра

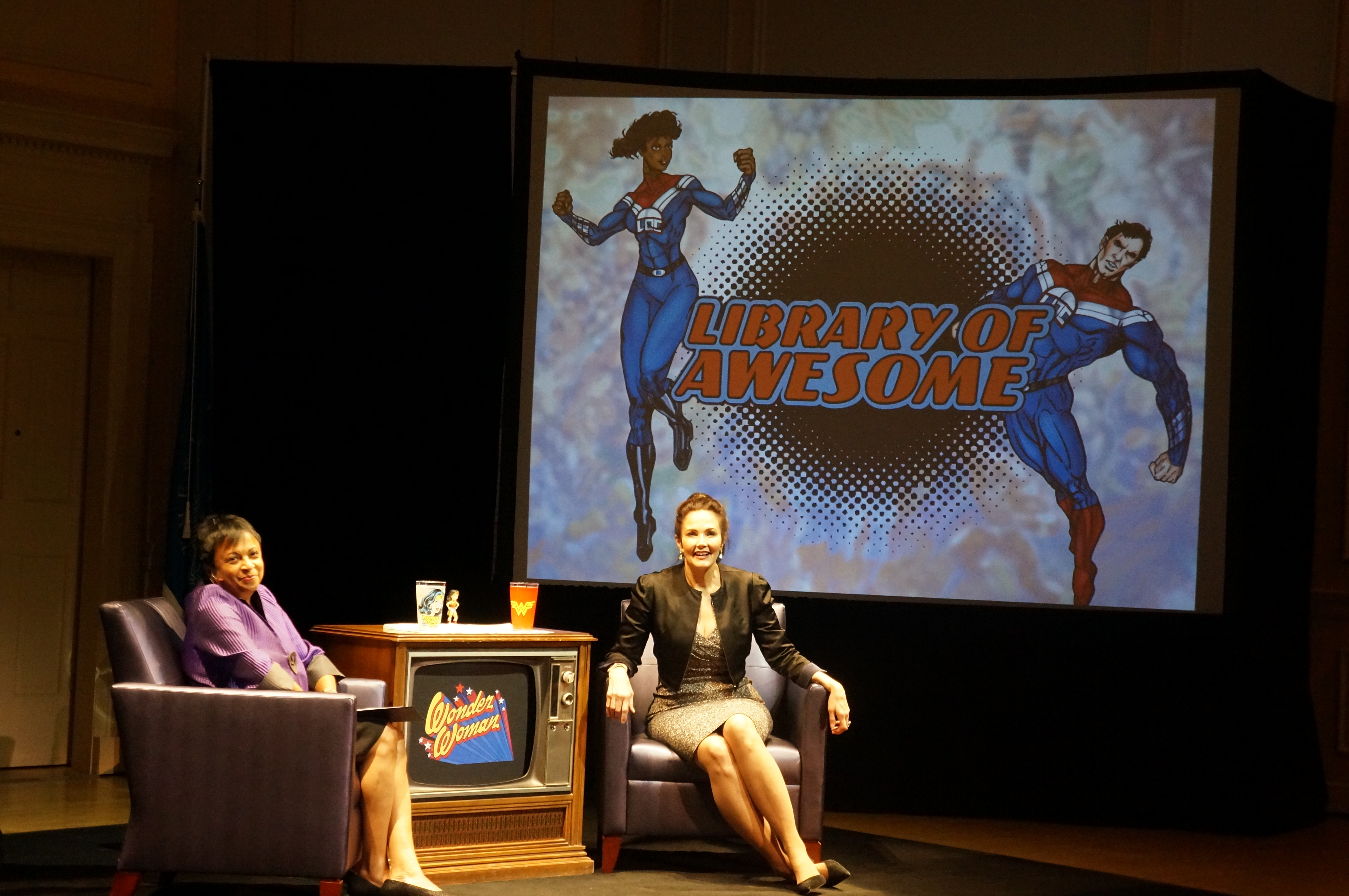
16 червня 2017 року Карла Хейден і Лінда Картер на заході Library of Awesome, де відбулося обговорення Організації Об'єднаних Націй, нового фільму Wonder Woman і фемінізму.

Лінда Джин Картер народилася в Феніксі, штат Аризона. Її батьки ірландського, англійського, іспанського та мексиканського походження. Закінчивши середню школу Фенікса в 17 років, Картер почала виступати в музичному гурті Just Us. У 21 покинула його і вступила до Університету штату Аризона. У 1972 році Картер виграла місцевий конкурс краси, завдяки чому стала представницею США на конкурсі «Міс Світу» того ж року, де посіла 15-те місце.
Як акторка Картер домоглася найбільшої популярності роллю Диво-жінки в телесеріалі «Диво-жінка» (1975—1979). Ця роль зробила її кумиркою підлітків 1970-х, а з зображеннями акторки в продаж були випущені статуетки, бюст і плакати в образі Диво-жінки.
У 1978 році Картер випустила свій дебютний студійний альбом під назвою Portrait.
Після закриття серіалу Картер на деякий час сконцентрувалася на музичній кар'єрі, даючи концерти по всій країні, а в 1984 році повернулася на телебачення з головною роллю в серіалі «Партнери по злочинах», який був закритий після одного сезону. Вона продовжувала зніматися, виконуючи головні ролі в різних телефільмах, проте в першу чергу була відома своїм яскравим образом і особистим життям.
В останні роки з'явилася у фільмах «Вищий пілотаж» і «Дурні з Хаззарда», а також серіалах «Закон і порядок: Спеціальний корпус», «Два з половиною чоловіки» і «Таємниці Смолвіля», а в 2016 приєдналася до акторського складу серіалу «Супердівчина».
Лінда Картер була одружена двічі, у має двох дітей від другого шлюбу.